# ウォルト・スティーンカンプ
ウォルト・スティーンカンプ（Walt Steenkamp、1995年7月21日 - ）は、ジャパンラグビーリーグワン三菱重工相模原ダイナボアーズに所属するラグビー選手。

## プロフィール
- 南アフリカ共和国ルステンブルク出身[1]。
- ポジションはロック(LO)。
- 身長203cm、体重119kg

## 略歴
レパーズ、チーターズ、フリーステイト・チーターズ、ブルー・ブルズ、ブルズを経て、2022年、三菱重工相模原ダイナボアーズに加入。同年12月17日に行われたJAPAN RUGBY LEAGUE ONE第1節リコーブラックラムズ東京戦にて先発出場で日本での公式戦初出場を果たした。